# Arkaim
Arkaim (em russo:  Аркаим) é um sítio arqueológico localizado nas estepes do Sul dos Urais, a 8,2 km de Amurskiy e a 2,3 km de Alexandronvskiy, duas localidades no Oblast de Cheliabinsk, Rússia, a Norte da fronteira com o Cazaquistão.Foi descoberto em 1987 por uma equipe de arqueólogos liderada por Gennady Zdanovich , evitando a inundação planejada da área para a criação de um reservatório.  Arkaim é atribuído ao primeiro Proto-ndo-iranianoda cultura Sintashta , que alguns estudiosos acreditam representar os proto-Indo-iranianos antes de sua divisão em diferentes grupos e migração para a Ásia Central e de lá para a Pérsia e Índia e outras partes da Eurásia.

Arkaim (Аркаим) - Localização

## Descoberta e resgate do local
No verão de 1987, uma equipe de arqueólogos chefiada por Gennady Zdanovich foi enviada para examinar o valor arqueológico do vale na confluência dos rios Bolshaya Karaganka e Utyaganka, no sul do oblast de Chelyabinsk ou na região Sul dos Urais , onde foi construída um reservatório havia começado no outono anterior. Alguns sítios arqueológicos da área já eram conhecidos, mas pouco renderam e não foram considerados dignos de preservação. O local teria sido inundado na primavera de 1988.